# アニキータ・レプニン

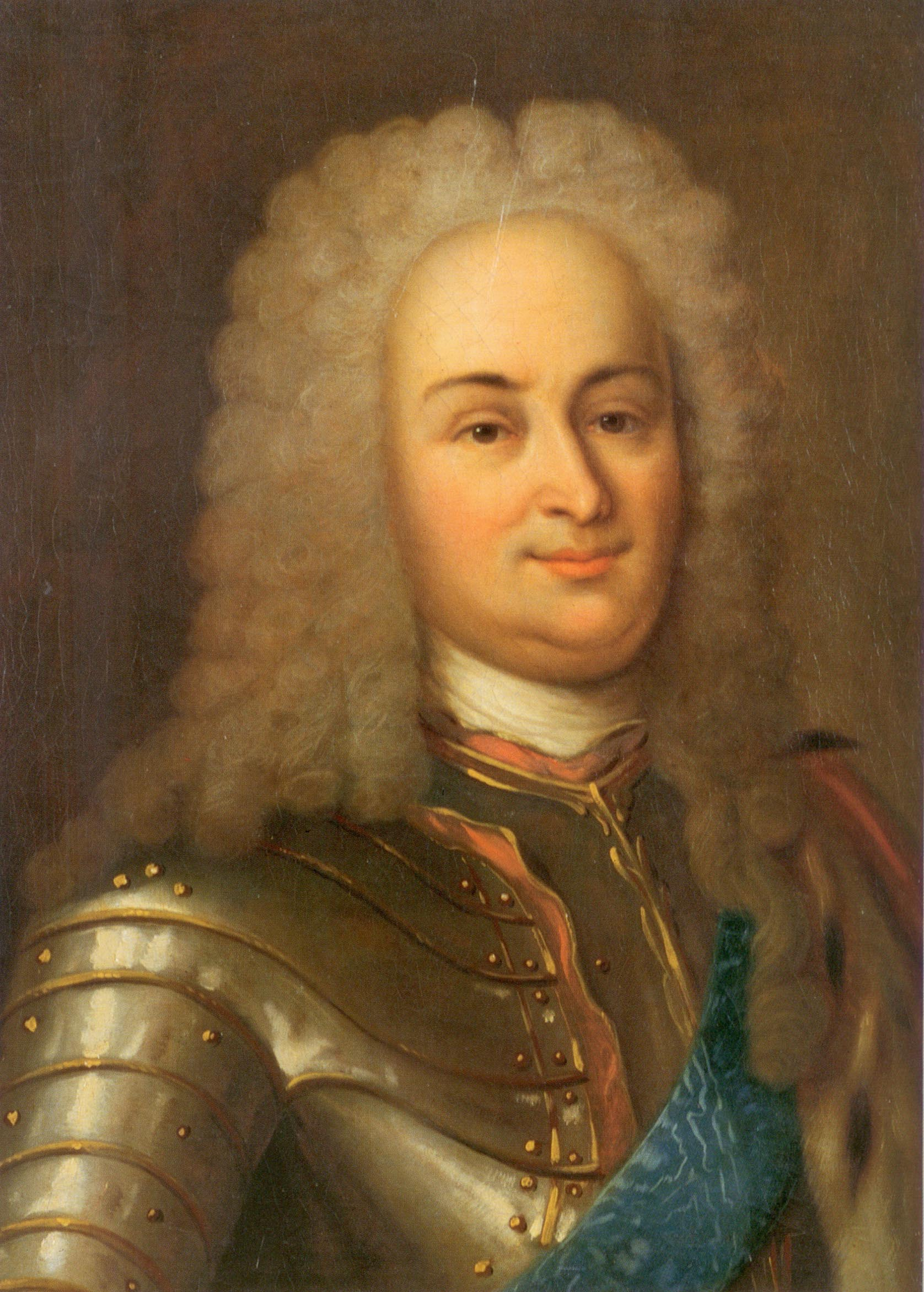
アニキータ・イヴァノヴィチ・レプニン公

アニキータ・イヴァノヴィチ・レプニン公（ロシア語: Аники́та Ива́нович Репни́н、1668年 - 1726年7月3日）は、ロシア・ツァーリ国およびロシア帝国の軍人、政治家。レプニン家の出身。

## 生涯
1689年にロシアの摂政ソフィア・アレクセーエヴナが陰謀をめぐらしたとき、ピョートル1世を至聖三者聖セルギイ大修道院で匿った。その後はアゾフ遠征に参加して将軍に昇進した。大北方戦争では主要な戦闘に全て参加したが、1708年のホロウチンの戦いで敗北して降格され、同年のレスナーヤの戦いで汚名返上して許された。ポルタヴァの戦いではロシア軍の中央部を率いた。その後はバルト海岸に転じ、1710年にリガを占領した後はその初代総督に就任した。
1724年、一時失脚したアレクサンドル・メーンシコフに代わって戦争相に就任した。エカチェリーナ1世によって元帥に叙された。